# دیو بنتون
دیو بنتون (به انگلیسی: Dave Benton) (زاده ۳۱ ژانویه ۱۹۵۱) خوانندهٔ اهل اروبا است.
او در سال ۲۰۰۱ به ممراه تانل پادار و تو ایکس ال از طرف کشور استونی در مسابقه یوروویژن شرکت کرد و برنده شد.